# Chiesa di San Bartolomeo Apostolo (Gallio)
La chiesa di San Bartolomeo Apostolo è la parrocchiale di Gallio, in provincia di Vicenza e diocesi di Padova; fa parte del vicariato di Asiago.

## Storia
Nel 1162 l'abate del monastero dei Santi Felice e Fortunato di Vicenza promise che a Gallio sarebbe stata edificata a breve una chiesa, della quale, però, non si trova menzione nella decima papale del 1297. Viene però citata nel 1402 come filiale della pieve di Caltrano. La chiesa fu riedificata nel 1762 su progetto di Gianandrea Pertile Rampini e consacrata l'anno successivo. Nel 1789 venne concesso al parroco di Gallio il titolo di arciprete. L'edificio fu restaurato nel XIX secolo e distrutto durante la prima guerra mondiale.

L'attuale parrocchiale venne edificata negli anni venti, inaugurata il 12 novembre 1922 e consacrata nel 1938.